# General San Martín (Buenos Aires)
General San Martín é um município da província de Buenos Aires, na Argentina. Localiza-se na Zona Norte da Grande Buenos Aires.
Possui 422 mil habitantes, segundo Censo de 2010.